# シビュラの書

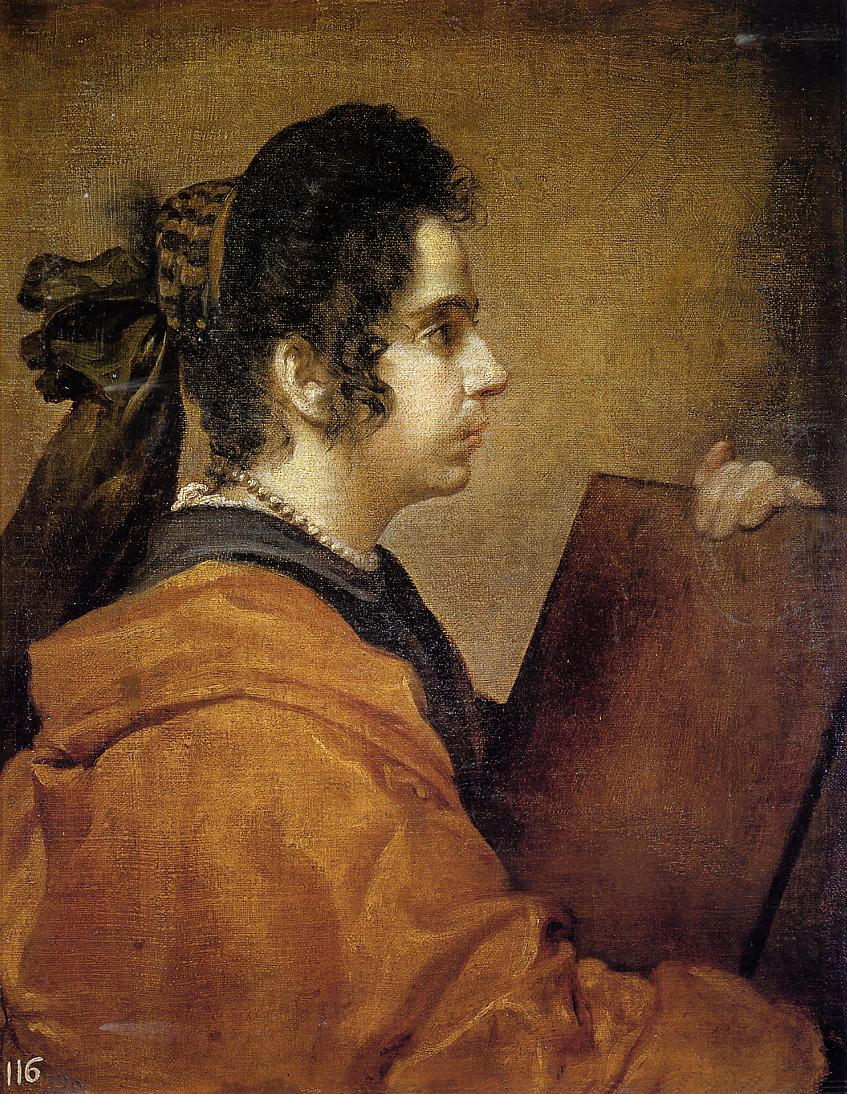
ディエゴ・ベラスケスが描くシビュラ

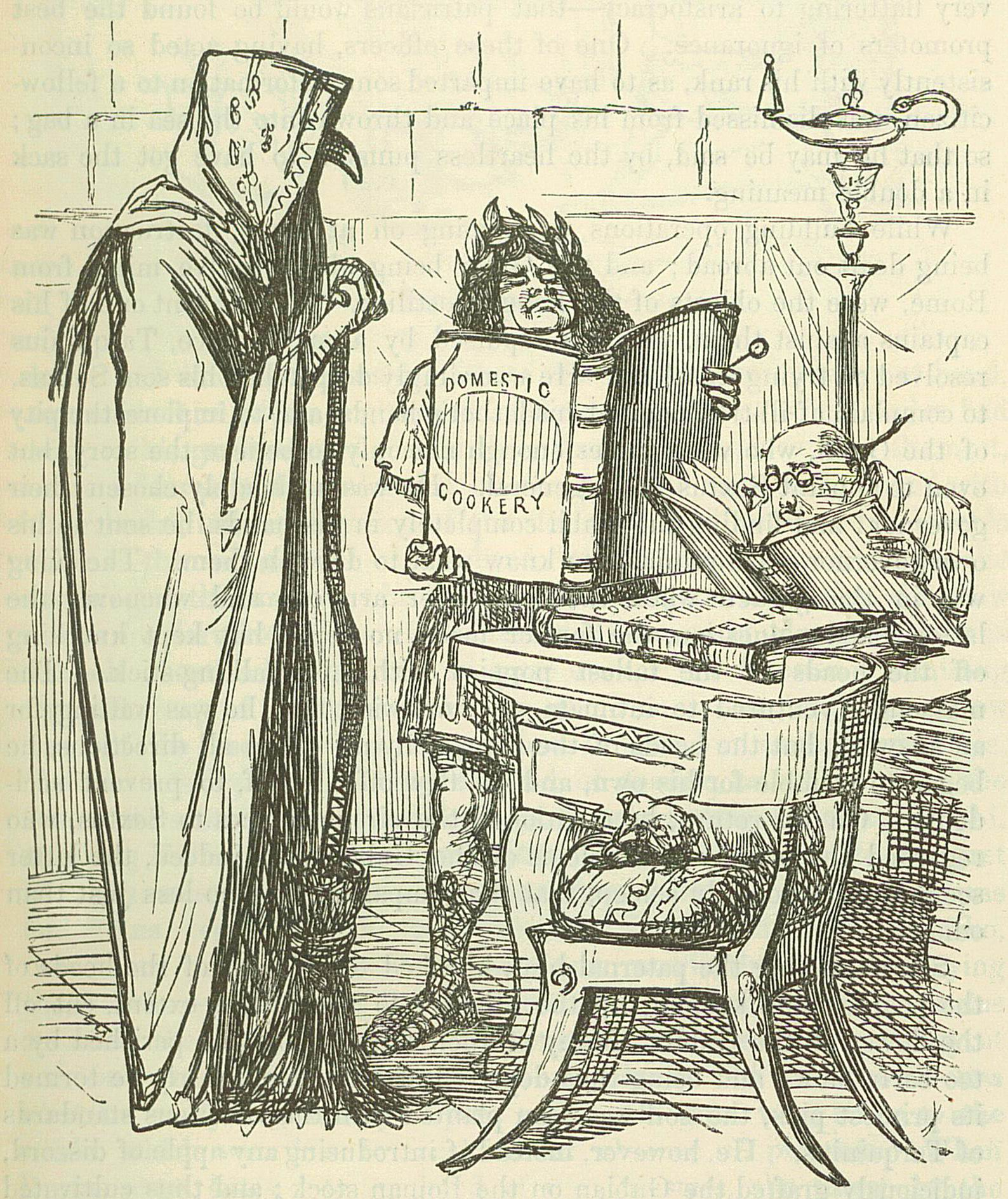
タルクィニウス王に『シビュラの書』を売るクマエのシビュラ

『シビュラの書』（シビュラのしょ、ラテン語: Libri Sibyllini）は、シビュラの神託をまとめたとされる古代ギリシアの六脚韻の詩集である。伝説上、クマエのシビュラから古代ローマ王タルクィニウスが購入し、それ以降共和政期や帝政期を通じ、危機的な局面で参照されてきた。断片のみが現存し、ほとんどが焼失した。

## 歴史
ローマの伝説によれば、最古の神託集はソロンやキュロス2世の時代に、トローアスのイダ山のゲルギス (Gergis) で作成されたという。ヘレスポントスのシビュラに帰せられているその神託は、ゲルギスのアポロン神殿に奉納された。その神託はゲルギスからエリュトライに渡り、その地でエリュトライのシビュラの神託として有名になった。この神託がクマエに渡ったらしく、そこからローマに渡った。
この神託集をタルクィニウス（ローマ王の名は典拠によってタルクィニウス・プリスクスとタルクィニウス・スペルブスとに分かれる）が購入したやり取りは、ローマ史における神話的要素の中でも特によく知られたものの一つである。クマエのシビュラは9巻からなる神託集を提示して購入を持ちかけたが、王は提示された価格の高さに断った。するとシビュラは3巻分を焼き、残り6巻に同じ値をつけた。王が再び拒絶すると、さらに3巻を焼いて同じ値を提示した。王は気が変わり、残りを言い値で買い取り、カピトーリウムの丘のユピテル神殿に奉納した。この逸話は、マルクス・テレンティウス・ウァロの失われた著書からの引用として、ラクタンティウスが『神学綱要』の中で伝えているほか、オリゲネスなども述べている。
『シビュラの書』がカピトーリウムの丘にあったユピテル神殿に奉納されていたことは事実だが、上記の経緯は後に潤色されたもので史実としての裏づけを否定されている。こうした伝説の背景には、『シビュラの書』が実際にはエトルリアに起源を持つと推測されているため、それに敵愾心を持つローマが、自らの神託の出自をより好ましいギリシアに仮託する意図があったと指摘されている。
ローマ元老院はこの神託集を厳重に管理した。当初、『シビュラの書』は聖事担当官に任命された2人のパトリキに委ねられていたが、紀元前367年以降は5人ずつのパトリキとプレブスに委ねられ、続いてスッラの頃には15人に増やされた。彼らは元コンスルや元プラエトルで構成され、終身で任命され、他の全ての公的義務を免除された。彼らには『シビュラの書』を安全かつ厳重に保管する責任が課されるとともに、元老院の要請で同書を参照した。『シビュラの書』に求められたことは、確定的未来に対する正確な予言を知るといったことではなく、激甚災害を避けるためや、彗星、地震、石の雨、伝染病といった不吉な驚異を祓うために必要とされる宗教儀式を見出すためだった。民衆には示された神託の解釈（神託そのものは悪用の恐れありとして公開されることはなかった）によれば、『シビュラの書』に規定されていたのは儀式だけだった。
『シビュラの書』の担当官たちは、特にアポロ、キュベレー、ケレースの崇拝を監督し、その神託の解釈に基づいて勧告を行った。『シビュラの書』は単純にその神のギリシア神話的な性質によって解釈されていたに過ぎないが、古代ローマ時代において8つの神殿の建造につながった。つまり、『シビュラの書』の重要な効果のひとつは、間接的にエトルリアの宗教を通じて既に果たされていたことではあったが、ギリシャ的な宗教儀式や神の概念をローマ土着の宗教に適用することにあった。

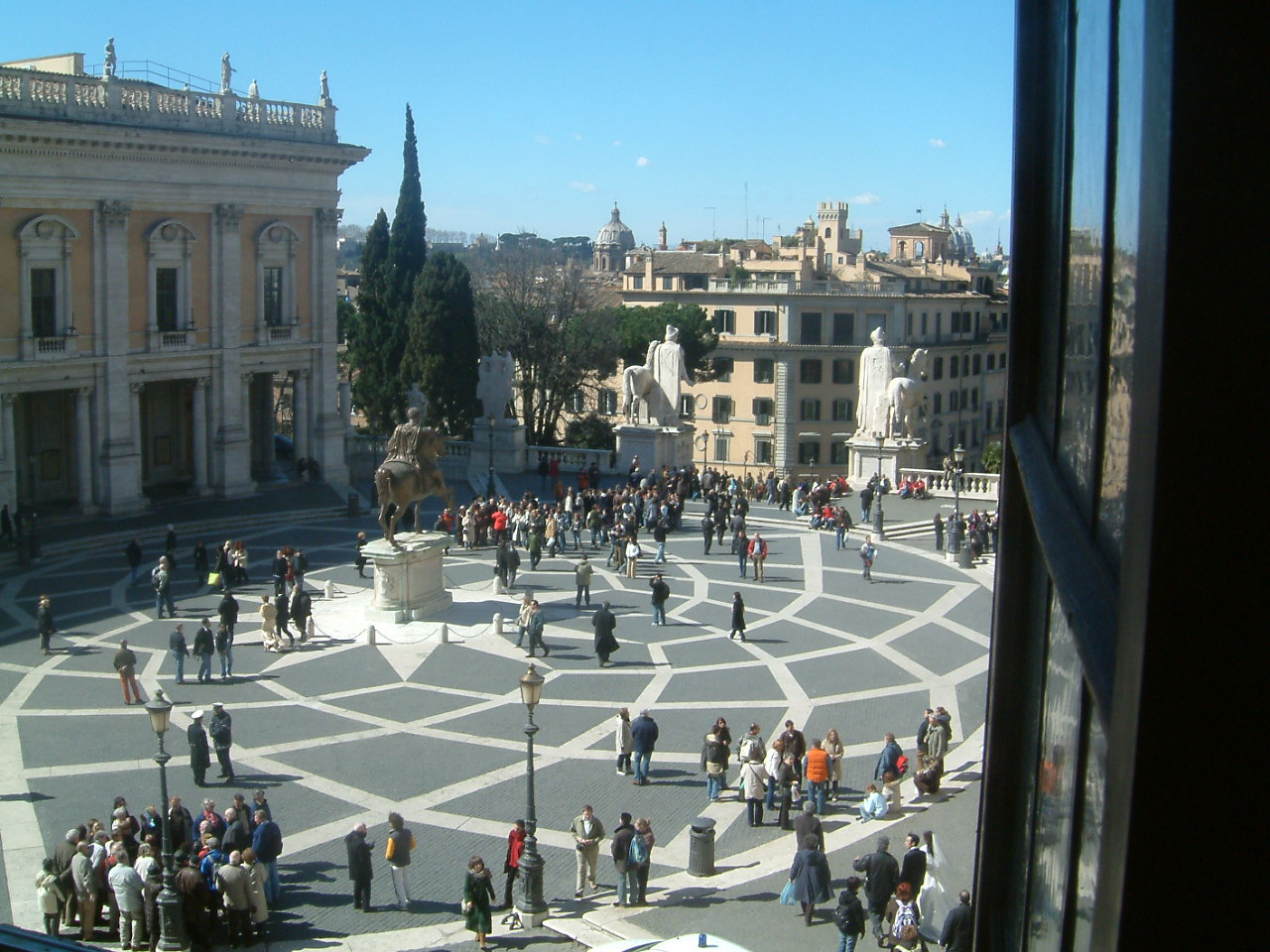
現在のカピトリウムの丘

神託はギリシア語の六脚韻で書かれていたため、担当官たちは常に2人のギリシア語通訳の助けを借りていた。『シビュラの書』はカピトリウムの丘のユピテル神殿に奉納されていたが、紀元前83年の神殿火災で焼失した。ローマの元老院は各地から似たような神託を集め、新たな『シビュラの書』を編纂した。紀元前12年、アウグストゥス帝の時代にカピトリウムからパラティウムの丘のアポロン神殿に移され、それらは408年までは現存していたが、詩人ルティリウス・クラウディウス・ナマティアヌス (Rutilius Claudius Namatianus) によると、それらが政権の批判に使われていたために、将軍スティリコが焼き捨ててしまったという。焼失した年は文献によって若干異なり、405年頃とするものもある。
『シビュラの書』に収められていたいくつかの詩句は、2世紀のトラレスのプレゴン (Phlegon of Tralles) の『驚異の書』（Book of Marvels / Memorabilia）に採録されている。それらは全部で70行の六脚韻で成り立った、単独の神託ないし2つの神託の合成である。それが歌い上げているのはアンドロギュノス（両性具有者）の誕生と、神々に捧げる儀式と供物との長大な一覧である。

## 『シビュラの書』の利用例
『シビュラの書』は、疫病・戦争といった困難や、落雷などの凶兆に際して参照された。歴史家たちは、『シビュラの書』がクローズアップされた以下のような事例を伝えている。
- 紀元前399年 : 伝染病の後で参照され、レクティステルニウム (lectisternium) の祭典制度につながった（リウィウス 5,13）。
- 紀元前348年 : ガリア人とギリシア人の間での小競り合いの後、ローマで疫病の流行。別のレクティステルニウムが命じられた（リウィウス7,27）。
- 紀元前345年 : 昼間に空が暗転し、石の雨が降ったとされる時に参照された。プブリウス・ウァレリウス・プブリコラ (Publius Valerius Publicola) はディクタトルに宗教儀式のための公共の祝日を設定するように進言した（リウィウス7, 28）。
- 紀元前295年 : アッピウス・クラウディウス (Appius Claudius) の軍勢の多くが落雷の被害にあったことや疫病を踏まえて参照され、キルクス・マクシムス近くにウェヌスに捧げた神殿が建造された（リウィウス10,31）。
- 紀元前293年 : 別の疫病の後でも参照され、エピダウロスのアスクレーピオス神をローマに招来させるべしとの対策を導いたが、サムニウム戦争に忙殺されていた元老院は、アスクレーピオスの公的な祝う日を設けた以外には何もしなかった（リウィウス10,47）。
- 紀元前240/238年 : 『シビュラの書』が参照された後で「花の祭典」(Ludi Florales) が導入された。
- 紀元前216年 : カンナエの戦いでハンニバルによってローマ軍が全滅させられた時にも参照され、勧告に従いガリア人とギリシア人が2人ずつローマの市場で生き埋めにされた。
- 紀元前204年 : 第二次ポエニ戦争の最中、スキピオ・アフリカヌスは神託の解釈に従って、キュベレの神像をペッシノス (Pessinos) から持ち帰り、キュベレ信仰をローマに根付かせた。
- 紀元前193年 : 相次ぐ地震を踏まえて参照された。そのときは3日間に渡って哀願することが強く勧められた（リウィウス、34, 55.）。
- 紀元前63年 : 「3人のコルネリウス」がローマを支配するだろうという予言を信じ、プブリウス・コルネリウス・レントゥルス・スラ (Publius Cornelius Lentulus Sura) は、カティリナの陰謀に加担した（プルタルコス『キケロ伝』、XVII）。
- 紀元前55年頃 : ローマ人たちが、エジプト王プトレマイオス12世を復位させるために援軍を送るかどうか討議していた時に、アルバヌス・モンスのユピテル像に落雷があった。そこで『シビュラの書』が参照された。その結果は、友誼は惜しんではならないが軍を派遣してはならない、さもなくばローマは苦労し、危機に陥るというものだった。しかし、元老院はポンペイウスを利することにならないように、一切の助力を拒絶した（ディオ・カッシウス『ローマ史』39:15）。
- 紀元前44年 : スエトニウスによれば、パルティアに勝てるのは一人の王だけという神託が、共和政の指導者だったガイウス・ユリウス・カエサルが王になろうとしているという噂を増幅させた（『ローマ皇帝伝』、79）。
- 西暦15年 : テヴェレ川が氾濫した時に、神官の一人が参照してはどうかと皇帝に進言したが、皇帝ティベリウスはこれを拒否した（タキトゥス『年代記』 I, 76）。
- 271年 : プラケンティアの戦い (Battle of Placentia) でローマ軍がアラマンニ人に敗れた時に参照された。
- 312年 : マクセンティウスは、キリスト教に改宗したコンスタンティヌス1世との戦いに備えて『シビュラの書』を参照した。
- 363年 : ユリアヌスはペルシアとの戦いに備えて、オリエントで信託を参照することを決めた。ローマから送られてきた神託の結果は、その年の越境を禁じるものだった（アンミアヌス・マルケリヌス『ローマ史』、XXIII 1, 7）。神託が参照されたのはこれが最後である[5]。
- 408年: スティリコは『シビュラの書』の焚書を命じた。その理由はアラリック1世の攻撃に直面し、『シビュラの書』が統治者たちへの攻撃材料として使われていたためとされている。

## 『シビュラの託宣』との関連
『シビュラの託宣』は『シビュラの書』の知名度にあやかってユダヤ教徒たちが作成し始めた偽書である。のちにはキリスト教徒たちも、それへの加筆や新たな託宣の作成を行なった。
そうして作成された『シビュラの託宣』は、1世紀後半のユダヤ人歴史家フラウィウス・ヨセフスや、2世紀のキリスト教の教父たちに引用されてきた。その中には、176年頃にマルクス・アウレリウスに献じた著作の中で、逐語的に現存する『シビュラの託宣』を引用したアテネのアテナゴラスも含まれる。彼はホメロスやヘシオドスといった他の古典的かつ異教的な作品を参照した長いくだりの中からそれを引用しつつ、『シビュラの託宣』はローマ帝国では広く知られていると述べた。
紀元前76年以降に再編集された『シビュラの書』は、当時まだローマの神殿に残っていた。それが5世紀はじめに失われた後に、『シビュラの託宣』が現在の形に整えられたのだろうと推測されている。しかし、その素材の多くがそれ以前から存在していたために、古代後期のキリスト教徒たちの間では『シビュラの書』と『シビュラの託宣』との混同が多く見られたのである。